# Tasata tripunctata
Tasata tripunctata là một loài nhện trong họ Anyphaenidae.
Loài này thuộc chi Tasata. Tasata tripunctata được Cândido Firmino de Mello-Leitão miêu tả năm 1941.